# مقياس الإيقاع
مقياس الإيقاع أو وزن الإيقاع هو تقليد ترميزي يستعمل في التدوين الموسيقي الغربي لبيان عدد النبضات الموجودة في كل مازورة، وتحديد قيمة النغمة التي تساوي نبضة.
يظهر مقياس الإيقاع في بداية مقطوعة موسيقية كرمز وقت أو عدد كسري، مثل  أو 3/4 (يسميان على التوالي: المقياس الشائع ومقياس 3-4) مباشرة بعد دليل المقام (أو مباشرة بعد رمز المفتاح الموسيقي إذا كان دليل المقام فارغا). يشير مقياس الإيقاع إذا وجد وسط المقطوعة إلى تغيير في الوزن خصوصا إذا جاء بعد أحد الخطوط المقسمة للميزان.
توجد عدة أنواع من مقياسات الإيقاع، بعضها يتبع أنماط نبضات منتظمة (أو متماثلة)، بسيطة (مثل 3/4 و 4/4) ومركبة (مثل 9/8 و 12/8) أو تنتقل بين أكثر من نمط واحد، مثل المعقدة (مثل 5/4 أو 7/8) المختلطة (مثل 5/8 & 3/8 أو 6/8 & 3/4) الجمعية (مثل 2/(3+2+3)) القسمية (مثل 4/(1/2+2)) اللاجذرية (مثل 3/10 أو 5/24).

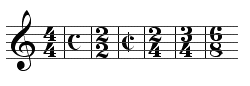
رموز بعض مقاييس الإيقاع